# Bad Lauchstädt
Bad Lauchstädt (en allemand : /baːt ˈlaʊ̯xˌʃtɛt/ ? Écouter [Fiche]) est une ville de Saxe-Anhalt en Allemagne. Elle tire son nom de la rivière Laucha. Depuis 2008, son nom officiel est Goethestadt Bad Lauchstädt.

## Personnalité nées à Bad Lauchstädt
- Karin Bencze (1952-), femme politique
- Klaus-Jürgen Grünke (1951-), coureur cycliste, champion olympique.
- Richard Löscher (1860-après 1918), membre du Reichstag allemand.